# René Takens
René Takens (1954) is een Nederlands zakenman, en topman bij het Heerenveense Accell Group.
Hij studeerde werktuigbouwkunde aan de Technische Universiteit Twente. 
Takens begon vervolgens zijn loopbaan bij de Svedex Bruynzeel Groep, waar hij na tien jaar vertrok als algemeen directeur. Vervolgens werkte hij zeven jaar bij CSM als algemeen directeur Italië. In 1999 nam hij het roer over bij Accell Group. Daarnaast is Takens sinds 2000 voorzitter van COLIBI, een internationale organisatie die zich inzet voor de belangen van de Europese fietsindustrie.
Takens werd op 1 oktober 2017 benoemd tot voorzitter van voetbalclub FC Twente.